# ملیسا بایارام
ملیسا بایارام (انگلیسی: Melissa Byram؛ زادهٔ ۲۶ دسامبر ۱۹۷۳) بازیکن واترپلو زن اهل استرالیا بود.